# Lobocleta granitaria
Lobocleta granitaria là một loài bướm đêm trong họ Geometridae.